# Finanzdienstleistung
Finanzdienstleistung ist eine Sammelbezeichnung für finanzwirtschaftliche marktfähige Dienstleistungen, die von Finanzintermediären, insbesondere Finanzdienstleistungsinstituten, angeboten werden.
Als anbietende Finanzintermediäre kommen insbesondere Kreditinstitute, Versicherungen, Bausparkassen, Kreditkartenunternehmen, Kapitalanlagegesellschaften, Leasing- oder Factoringgesellschaften, Kreditvermittler oder auch Schattenbanken in Frage. Angeboten werden Finanzinstrumente, Finanzierungsinstrumente, aber auch Vermögensverwaltung, Portfoliomanagement, Kreditservicing, Maklerpools oder bloße Finanzberatung. Nachfrager können andere Finanzintermediäre und Nichtbanken (Unternehmen, juristische Personen des öffentlichen Rechts und natürliche Personen) sein.

## Geschichte
Der Begriff der Finanzdienstleistung (englisch financial services) wurde zu Beginn der 1980er Jahre in den USA geprägt und betraf dort zunächst die Privatkunden. In Deutschland wurde der Begriff ersichtlich erstmals 1987 deskriptiv in einer wirtschaftlich-funktionalen Definition des Bankbetriebs, der Finanzdienstleistungen erbringt, verwendet. Die Bankbetriebslehre löste später den Begriff von seiner institutionellen Geltung und begann, zwischen originären und derivativen Finanzdienstleistungen zu unterscheiden. Danach handelt es sich um originäre Finanzdienstleistungen, wenn sie „zur Erfüllung einer oder mehrerer finanzwirtschaftlicher Funktionen beitragen oder deren Erfüllung ganz übernehmen“. Bei Privathaushalten gehören dazu die Einnahme und Ausgabe von Zahlungsmitteln, Sparen und Vermögensbildung. Derivative Finanzdienstleistungen sind reine Beratungsleistungen in Finanzangelegenheiten, so dass originäre Finanzdienstleistungen das Resultat vorangegangener derivativer Dienstleistungen sein können. Aus der originären Finanzdienstleistung Sparen würde zum Beispiel eine derivative Finanzdienstleistung, wenn der Sparer in Bezug auf die Sparform (beispielsweise Bausparen, Tagesgeld oder Sparbuch) durch einen Vermögensberater oder Bankangestellten beraten wird.
Die einstmals individuell auf den Bankkunden zugeschnittenen Finanzprodukte wurden im Finanzwesen zunehmend aus Kostengründen und Gründen der Markttransparenz vereinheitlicht (Commoditisierung), so dass ab etwa 1980 der Ausdruck „Finanzindustrie“ aufkam.

## Rechtsfragen

### Europäische Union
Im Mai 1999 stellte die Europäische Kommission mit dem Aktionsplan für Finanzdienstleistungen (englisch Financial Services Action Plan, FSAP) 42 Maßnahmen zur Schaffung eines funktionsfähigen Finanzbinnenmarktes vor. Die in allen EU-Mitgliedstaaten geltende EU-Richtlinie 2002/65/EG vom September 2002 befasste sich mit dem Verbraucherschutz beim Fernabsatz von Finanzdienstleistungen. Sie definierte Finanzdienstleistungen als „jede Bankdienstleistung sowie jede Dienstleistung im Zusammenhang mit einer Kreditgewährung, Versicherung, Altersversorgung von Einzelpersonen, Geldanlage oder Zahlung“. Die Richtlinie 2004/39/EG über Märkte für Finanzinstrumente (kurz Finanzmarktrichtlinie; englische Abkürzung MiFID) vom April 2004 erweiterte die Abwicklung von Finanzdienstleistungen um Bestimmungen zum Anlegerschutz, verbesserter Transparenz der Finanzmärkte und Integrität der Finanzdienstleister. Im Juni 2010 gab die Kommission eine Mitteilung zur „Regulierung der Finanzdienstleistungen für nachhaltiges Wachstum“ heraus. In der Kapitaladäquanzverordnung vom Juni 2013 wird in Ziffer 116 verlangt, dass stabile Refinanzierungsstrukturen erforderlich sind, damit Haushalten und Unternehmen stets Finanzdienstleistungen bereitgestellt werden können.

### Deutschland speziell
Das Finanzdienstleistungsaufsichtsgesetz (FinDAG) führte den Begriff der Finanzdienstleistung erstmals im April 2002 in das deutsche Recht ein. Eine der institutionellen Folgen war im Mai 2002 die Umbenennung des ehemaligen Bundesaufsichtsamts für das Kreditwesen, das nach Zusammenlegung mit anderen Behörden gemäß § 1 Abs. 1 FinDAG in Bundesanstalt für Finanzdienstleistungsaufsicht (Abkürzung BaFin) umbenannt wurde und damit den Begriff der Finanzdienstleistung als Behördenbezeichnung übernahm.
Eine weitere bankenaufsichtsrechtliche Folge war, dass das Kreditwesengesetz (KWG) nunmehr zwischen Kreditinstituten, Finanzdienstleistungsinstituten, Finanzunternehmen und CRR-Kreditinstituten unterscheidet, wobei es Kreditinstitute und Finanzdienstleistungsinstitute zu „Instituten“ zusammenfasst (§ 1 Abs. 1b KWG). Finanzdienstleistungsinstitute betreiben folgende Finanzdienstleistungen, die abschließend in § 1 Abs. 1a KWG aufgezählt sind:
- Anlagevermittlung
- Anlageberatung
- Betrieb eines multilateralen Handelssystems
- Platzierungsgeschäft
- Abschlussvermittlung von Finanzinstrumenten im fremden Namen für fremde Rechnung
- Finanzportfolioverwaltung
- Anschaffung und die Veräußerung von Finanzinstrumenten für eigene Rechnung als Dienstleistung für andere (Eigenhandel)
- Vermittlung von Einlagen in Staaten außerhalb des Europäischen Wirtschaftsraums (Drittstaateneinlagenvermittlung)
- Sortengeschäft
- Ankauf von Forderungen mit oder ohne Rückgriff (Factoring)
- Abschluss von Finanzierungsleasingverträgen als Leasinggeber
- Anschaffung und die Veräußerung von Finanzinstrumenten für eine Gemeinschaft von Anlegern (Anlageverwaltung).

Wird bereits nur eines dieser Geschäfte gewerbsmäßig betrieben, handelt es sich um ein Finanzdienstleistungsinstitut, das nach § 32 KWG einer Banklizenz bedarf. Die Erlaubnis muss vor Aufnahme der Geschäftstätigkeit vorliegen; Eintragungen im Handelsregister dürfen nur vorgenommen werden, wenn dem Registergericht die Erlaubnis nachgewiesen worden ist (§ 43 Abs. 1 KWG). Die Differenzierung zwischen Kreditinstituten und Finanzdienstleistungsinstituten hat Folgen, weil insbesondere für Factoring- und Finanzierungsleasingunternehmen nach § 2 Abs. 7 und 7a KWG nicht sämtliche KWG-Vorschriften gelten.
Im Sprachgebrauch werden zu den Finanzdienstleistungen auch alle von Kreditinstituten erbrachten Bankgeschäfte im Sinne von § 1 Abs. 1 KWG sowie die von Versicherungen erbrachten Leistungen gezählt. Aufsichtsrechtlich erfolgt jedoch eine Unterscheidung in Bankgeschäfte, Finanzdienstleistungsgeschäfte und Versicherungsgeschäfte. Dementsprechend werden an das Betreiben von Bankgeschäften im Kreditwesengesetz (§ 33 KWG) höhere Eigenkapitalanforderungen als an das Betreiben von Finanzdienstleistungsgeschäften gestellt. Die Anforderungen an Versicherungsunternehmen finden sich im Versicherungsaufsichtsgesetz.